# Campionati mondiali di nuoto 2005
I campionati mondiali di nuoto 2005 (anche 2005 World Aquatics Championships o XI FINA World Championships) si sono svolti a Montréal (Canada) dal 16 al 31 luglio 2005. Sono stati l'XI edizione dei campionati mondiali di nuoto.

## Sport
In questi mondiali di nuoto sono state assegnate 65 medaglie d'oro, di cui 29 maschili e 33 femminili.
| Disciplina                                                                 | Maschile | Femminile  | Totali      |
| -------------------------------------------------------------------------- | -------- | ---------- | ----------- |
| • Nuoto • Nuoto in acque libere • Tuffi • Nuoto sincronizzato • Pallanuoto | 20 3 5 1 | 20 3 5 4 1 | 40 6 10 4 2 |
| Totale                                                                     | 29       | 33         | 62          |

## Medagliere
| Pos. | Paese               | Oro | Argento | Bronzo | Totale |
| ---- | ------------------- | --- | ------- | ------ | ------ |
| 1    | Stati Uniti         | 17  | 15      | 7      | 39     |
| 2    | Australia           | 13  | 8       | 4      | 25     |
| 3    | Cina                | 5   | 7       | 5      | 17     |
| 4    | Russia              | 5   | 3       | 2      | 10     |
| 5    | Canada              | 3   | 4       | 3      | 10     |
| 6    | Francia             | 3   | 1       | 1      | 5      |
| 7    | Germania            | 2   | 7       | 4      | 13     |
| 8    | Ungheria            | 2   | 2       | 1      | 5      |
| 9    | Zimbabwe            | 2   | 2       | 0      | 4      |
| 10   | Sudafrica           | 2   | 1       | 2      | 5      |
| 11   | Paesi Bassi         | 2   | 1       | 1      | 4      |
| 12   | Polonia             | 2   | 0       | 2      | 4      |
| 13   | Italia              | 1   | 3       | 5      | 9      |
| 14   | Spagna              | 1   | 1       | 3      | 5      |
| 15   | Grecia              | 1   | 0       | 1      | 2      |
| 16   | Serbia e Montenegro | 1   | 0       | 0      | 1      |
| 17   | Giappone            | 0   | 5       | 7      | 12     |
| 18   | Svezia              | 0   | 1       | 2      | 3      |
| 19   | Austria             | 0   | 1       | 1      | 2      |
| 20   | Croazia             | 0   | 1       | 0      | 1      |
| 20   | Cuba                | 0   | 1       | 0      | 1      |
| 20   | Svizzera            | 0   | 1       | 0      | 1      |
| 23   | Gran Bretagna       | 0   | 0       | 4      | 4      |
| 24   | Ucraina             | 0   | 0       | 3      | 3      |
| 25   | Bulgaria            | 0   | 0       | 1      | 1      |
| 25   | Tunisia             | 0   | 0       | 1      | 1      |

## Nuoto in acque libere

### Uomini
| Evento           | Oro           | Perform.  | Argento        | Perform.  | Bronzo        | Perform.  |
| 5 km             | Thomas Lurz   | 51'17"2   | Chip Peterson  | 51'18"8   | Simone Ercoli | 51'18"9   |
| 10 km (dettagli) | Chip Peterson | 1h46'38"1 | Thomas Lurz    | 1h46'45"2 | Petăr Stojčev | 1h46'50"4 |
| 25 km            | David Meca    | 5h00'21"4 | Brendan Capell | 5h00'23"6 | Petăr Stojčev | 5h00'28"4 |

### Donne
| Evento | Oro             | Perform.  | Argento         | Perform.  | Bronzo         | Perform.  |
| 5 km   | Larisa Il'čenko | 55'40"1   | Margy Keefe     | 55'44"3   | Edith van Dijk | 55'46"6   |
| 10 km  | Edith van Dijk  | 1h56'00"5 | Federica Vitale | 1h56'02"5 | Britta Kamrau  | 1h56'04"0 |
| 25 km  | Edith van Dijk  | 5h25'06"6 | Britta Kamrau   | 5h25'06"9 | Laura La Piana | 5h25'11"5 |

### 5 km a squadre (mista)
| Posizione | Atleti                                                  | Paese       | Tempo      |
| --------- | ------------------------------------------------------- | ----------- | ---------- |
|           | Daniil Serebrennikov, Evgenij Dratcev e Larisa Il'čenko | Russia      | 2h 39'13"8 |
|           | Chip Peterson, Scott Kaufmann e Margy Keefe             | Stati Uniti | 2h 39'14"4 |
|           | Simone Ercoli, Samuele Pampana ed Alessia Paoloni       | Italia      | 2h 39'17"5 |

### 10 km a squadre (mista)
| Posizione | Atleti                                                 | Paese       | Tempo      |
| --------- | ------------------------------------------------------ | ----------- | ---------- |
|           | Thomas Lurz, Toni Franz e Britta Kamrau                | Germania    | 5h 30'21"7 |
|           | Chip Peterson, John Kenny ed Erica Rose                | Stati Uniti | 5h 30'48"1 |
|           | Brendan Capell, Josh Santacaterina e Trudee Hutchinson | Australia   | 5h 31'06"1 |

### 25 km a squadre (mista)
| Posizione | Atleti                                                 | Paese     | Tempo       |
| --------- | ------------------------------------------------------ | --------- | ----------- |
|           | Brendan Capell, Josh Santacaterina e Trudee Hutchinson | Australia | 15h 28'26"4 |
|           | Jurij Kudinov, Anton Sanačev ed Olesya Shalygina       | Russia    | 15h 35'50"2 |
|           | Marco Formentini, Claudio Gargaro e Laura La Piana     | Italia    | 15h 42'14"3 |

## Nuoto

### Uomini
| Evento               | Oro                                                                  | Perform.   | Argento                                                                    | Perform. | Bronzo                                                                 | Perform. |
| Stile libero         |                                                                      |            |                                                                            |          |                                                                        |          |
| 50 m                 | Roland Schoeman                                                      | 21"69 RC   | Duje Draganja                                                              | 21"89    | Bartosz Kizierowski                                                    | 21"94    |
| 100 m                | Filippo Magnini                                                      | 48"12 RC   | Roland Schoeman                                                            | 48"28    | Ryk Neethling                                                          | 48"34    |
| 200 m                | Michael Phelps                                                       | 1'45"20    | Grant Hackett                                                              | 1'46"14  | Ryk Neethling                                                          | 1'46"63  |
| 400 m                | Grant Hackett                                                        | 3'42"91    | Jurij Prilukov                                                             | 3'44"44  | Oussama Mellouli                                                       | 3'46"08  |
| 800 m                | Grant Hackett                                                        | 7'38"65 RM | Larsen Jensen                                                              | 7'45"63  | Jurij Prilukov                                                         | 7'46"64  |
| 1500 m               | Grant Hackett                                                        | 14'42"58   | Larsen Jensen                                                              | 14'47"58 | David Davies                                                           | 14'48"11 |
| Dorso                |                                                                      |            |                                                                            |          |                                                                        |          |
| 50 m                 | Aristeidis Grigoriadis                                               | 24"95      | Matt Welsh                                                                 | 24"99    | Liam Tancock                                                           | 25"02    |
| 100 m                | Aaron Peirsol                                                        | 53"62      | Randall Bal                                                                | 54"04    | László Cseh                                                            | 54"27    |
| 200 m                | Aaron Peirsol                                                        | 1'54"66 RM | Markus Rogan                                                               | 1'56"63  | Ryan Lochte                                                            | 1'57"00  |
| Rana                 |                                                                      |            |                                                                            |          |                                                                        |          |
| 50 m                 | Mark Warnecke                                                        | 27"63      | Mark Gangloff                                                              | 27"71    | Kōsuke Kitajima                                                        | 27"78    |
| 100 m                | Brendan Hansen                                                       | 59"37 RC   | Kōsuke Kitajima                                                            | 59"53    | Hugues Duboscq                                                         | 1'00"20  |
| 200 m                | Brendan Hansen                                                       | 2'09"85    | Mike Brown                                                                 | 2'11"22  | Genki Imamura                                                          | 2'11"54  |
| Farfalla             |                                                                      |            |                                                                            |          |                                                                        |          |
| 50 m                 | Roland Schoeman                                                      | 22"96 RM   | Ian Crocker                                                                | 23"12    | Serhij Breus                                                           | 23"38    |
| 100 m                | Ian Crocker                                                          | 50"40 RM   | Michael Phelps                                                             | 51"65    | Andrij Serdinov                                                        | 52"08    |
| 200 m                | Paweł Korzeniowski                                                   | 1'55"02    | Takeshi Matsuda                                                            | 1'55"62  | Wu Peng                                                                | 1'56"50  |
| Misti                |                                                                      |            |                                                                            |          |                                                                        |          |
| 200 m                | Michael Phelps                                                       | 1'56"68    | László Cseh                                                                | 1'57"61  | Ryan Lochte                                                            | 1'57"79  |
| 400 m                | László Cseh                                                          | 4'09"63    | Luca Marin                                                                 | 4'11"67  | Oussama Mellouli                                                       | 4'13"47  |
| Staffette            |                                                                      |            |                                                                            |          |                                                                        |          |
| 4x100 m stile libero | Stati Uniti Michael Phelps Neil Walker Nate Dusing Jason Lezak       | 3'13"77 RC | Canada Yannick Lupien Rick Say Mike Mintenko Brent Hayden                  | 3'16"44  | Australia Michael Klim Andrew Mewing Leith Brodie Patrick Murphy       | 3'17"56  |
| 4x200 m stile libero | Stati Uniti Michael Phelps Ryan Lochte Peter Vanderkaay Klete Keller | 7'06"58    | Canada Brent Hayden Colin Russell Rick Say Andrey Hurd                     | 7'09"73  | Australia Nicholas Sprenger Patrick Murphy Andrew Mewing Grant Hackett | 7'10"59  |
| 4x100 m misti        | Stati Uniti Aaron Peirsol Brendan Hansen Ian Crocker Jason Lezak     | 3'31"85    | Russia Arkadij Vjatčanin Dmitrij Komornikov Igor' Marčenko Andrej Kapralov | 3'35"08  | Giappone Tomomi Morita Kōsuke Kitajima Ryo Takayasu Daisuke Hosokawa   | 3'35"40  |

### Donne
| Evento               | Oro                                                                     | Perform.   | Argento                                                                | Perform. | Bronzo                                                                 | Perform. |
| Stile libero         |                                                                         |            |                                                                        |          |                                                                        |          |
| 50 m                 | Lisbeth Lenton                                                          | 24"59      | Marleen Veldhuis                                                       | 24"83    | Zhu Yingwen                                                            | 24"91    |
| 100 m                | Jodie Henry                                                             | 54"18      | Malia Metella Natalie Coughlin                                         | 54"74    | non assegnato                                                          |          |
| 200 m                | Solenne Figuès                                                          | 1'58"60    | Federica Pellegrini                                                    | 1'58"73  | Yang Yu Josefin Lillhage                                               | 1'59"08  |
| 400 m                | Laure Manaudou                                                          | 4'06"44    | Ai Shibata                                                             | 4'06"74  | Caitlin McClatchey                                                     | 4'07"25  |
| 800 m                | Kate Ziegler                                                            | 8'25"31    | Brittany Reimer                                                        | 8'27"59  | Ai Shibata                                                             | 8'27"86  |
| 1500 m               | Kate Ziegler                                                            | 16'00"41   | Flavia Rigamonti                                                       | 16'04"34 | Brittany Reimer                                                        | 16'07"73 |
| Dorso                |                                                                         |            |                                                                        |          |                                                                        |          |
| 50 m                 | Giaan Rooney                                                            | 28"63      | Gao Chang                                                              | 28"69    | Antje Buschschulte                                                     | 28"72    |
| 100 m                | Kirsty Coventry                                                         | 1'00"24    | Antje Buschschulte                                                     | 1'00"84  | Natalie Coughlin                                                       | 1'00"88  |
| 200 m                | Kirsty Coventry                                                         | 2'08"52    | Margaret Hoelzer                                                       | 2'09"94  | Reiko Nakamura                                                         | 2'10"41  |
| Rana                 |                                                                         |            |                                                                        |          |                                                                        |          |
| 50 m                 | Jade Edmistone                                                          | 30"45 RM   | Jessica Hardy                                                          | 30"85    | Brooke Hanson                                                          | 30"89    |
| 100 m                | Leisel Jones                                                            | 1'06"25    | Jessica Hardy                                                          | 1'06"42  | Tara Kirk                                                              | 1'07"43  |
| 200 m                | Leisel Jones                                                            | 2'21"72 RM | Anne Poleska                                                           | 2'21"84  | Mirna Jukić                                                            | 2'27"11  |
| Farfalla             |                                                                         |            |                                                                        |          |                                                                        |          |
| 50 m                 | Danni Miatke                                                            | 26"11      | Anna-Karin Kammerling                                                  | 26"36    | Therese Alshammar                                                      | 26"39    |
| 100 m                | Jessicah Schipper                                                       | 57"23 RC   | Lisbeth Lenton                                                         | 57"37    | Otylia Jędrzejczak                                                     | 58"57    |
| 200 m                | Otylia Jędrzejczak                                                      | 2'05"61 RM | Jessicah Schipper                                                      | 2'05"65  | Yūko Nakanishi                                                         | 2'09"40  |
| Misti                |                                                                         |            |                                                                        |          |                                                                        |          |
| 200 m                | Katie Hoff                                                              | 2'10"41 RC | Kirsty Coventry                                                        | 2'11"13  | Lara Carroll                                                           | 2'13"31  |
| 400 m                | Katie Hoff                                                              | 4'36"07 RC | Kirsty Coventry                                                        | 4'39"72  | Kaitlin Sandeno                                                        | 4'40"85  |
| Staffette            |                                                                         |            |                                                                        |          |                                                                        |          |
| 4x100 m stile libero | Australia Jodie Henry Alice Mills Shayne Reese Lisbeth Lenton           | 3'37"32 RC | Germania Petra Dallmann Antje Buschschulte Annika Liebs Daniela Götz   | 3'38"24  | Stati Uniti Natalie Coughlin Kara Lynn Joyce Lacey Nymeyer Amanda Weir | 3'38"31  |
| 4x200 m stile libero | Stati Uniti Natalie Coughlin Katie Hoff Whitney Myers Kaitlin Sandeno   | 7'53"70 RC | Australia Lisbeth Lenton Shayne Reese Bronte Barratt Linda MacKenzie   | 7'54"06  | Cina Zhu Yingwen Pang Jiaying Zhou Yafei Yang Yu                       | 7'54"29  |
| 4x100 m misti        | Australia Sophie Edington Leisel Jones Jessicah Schipper Lisbeth Lenton | 3'57"47 RC | Stati Uniti Natalie Coughlin Jessica Hardy Rachel Komisarz Amanda Weir | 3'59"92  | Germania Antje Buschschulte Sarah Poewe Annika Mehlhorn Daniela Götz   | 4'02"51  |

## Tuffi

### Uomini
| Evento              | Oro                                               | Perform.  | Argento                                   | Perform. | Bronzo                                     | Perform. |
| Tuffi individuali   |                                                   |           |                                           |          |                                            |          |
| Trampolino 1 m      | Alexandre Despatie                                | 489.69    | Xu Xiang                                  | 445.68   | Wang Feng                                  | 445.56   |
| Trampolino 3 m      | Alexandre Despatie                                | 813.60 RM | Troy Dumais                               | 752.76   | He Chong                                   | 730.77   |
| Piattaforma 10 m    | Hu Jia                                            | 698.01    | Josè Antonio Guerra Oliva                 | 691.14   | Gleb Sergeevič Gal'perin                   | 656.19   |
| Tuffi sincronizzati |                                                   |           |                                           |          |                                            |          |
| Trampolino 3 m      | Cina He Chong Wang Feng                           | 384.42    | Germania Tobias Schellenberg Andreas Wels | 364.59   | Stati Uniti Justin Dumais Troy Dumais      | 360.27   |
| Piattaforma 10 m    | Russia Dmitrij Dobroskok Gleb Sergeevič Gal'perin | 392.88    | Cina Jang Jinghui Hu Jia                  | 374.79   | Gran Bretagna Peter Waterfield Leon Taylor | 367.95   |

### Donne
| Evento              | Oro                         | Perform. | Argento                                  | Perform. | Bronzo                                  | Perform. |
| Tuffi individuali   |                             |          |                                          |          |                                         |          |
| Trampolino 1 m      | Blythe Hartley              | 325.65   | Wu Minxia                                | 299.70   | Heike Fischer                           | 299.46   |
| Trampolino 3 m      | Guo Jingjing                | 645.54   | Wu Minxia                                | 619.05   | Tania Cagnotto                          | 591.27   |
| Piattaforma 10 m    | Laura Ann Wilkinson         | 564.87   | Loudy Tourky                             | 551.25   | Jia Tong                                | 550.98   |
| Tuffi sincronizzati |                             |          |                                          |          |                                         |          |
| Trampolino 3 m      | Cina Li Ting Guo Jingjing   | 349.80   | Germania Ditte Kotzian Conny Schmalfuss  | 319.05   | Ucraina Kristina Iščenko Olena Fedorova | 308.82   |
| Piattaforma 10 m    | Cina Jia Tong Yuan Pei Ling | 351.60   | Australia Loudy Tourky Chantelle Michell | 334.89   | Canada Meaghan Benfeito Roseline Filion | 328.80   |

## Nuoto sincronizzato

### Solo
| Posizione | Atleta           | Paese   | Punti  |
| --------- | ---------------- | ------- | ------ |
|           | Virginie Dedieu  | Francia | 49,834 |
|           | Natal'ja Iščenko | Russia  | 49,250 |
|           | Gemma Mengual    | Spagna  | 49,167 |

### Duo
| Posizione | Atleti                                    | Paese    | Punti  |
| --------- | ----------------------------------------- | -------- | ------ |
|           | Anastasija Davydova e Anastasija Ermakova | Russia   | 99,667 |
|           | Gemma Mengual e Paola Tirados             | Spagna   | 98,167 |
|           | Saho Harada e Emiko Suzuki                | Giappone | 98,000 |

### A squadre
| Posizione | Atleti | Paese    | Punti  |
| --------- | --- | -------- | ------ |
|           | Marija Gromova, Natal'ja Iščenko, Ėl'vira Chasjanova, Ol'ga Kužela, Anastasija Davydova, Elena Ovčinnikova, Svetlana Romašina, Anna Šorina, Anastasija Ermakova, Olga Larkina | Russia   | 99,334 |
|           | Saho Harada, Naoko Kawashima, Kanako Kitao, Hiromi Komayashi, Erika Komura, Takako Konishi, Ayako Matsumura, Emiko Suzuki, Masako Tachibana                                   | Giappone | 97,834 |
|           | Thais Henriquez, Raquel Corral, Andrea Fuentes, Tina Fuentes, Gemma Mengual, Irina Rodriguez, Paola Tirados, Christina Violan                                                 | Spagna   | 97,750 |

### Combinato
| Posizione | Atleti | Paese    | Punti  |
| --------- | --- | -------- | ------ |
|           | Anastasija Davydova, Anastasija Ermakova, Marija Gromova, Natal'ja Iščenko, Ėl'vira Chasjanova, Ol'ga Kužela, Anastasija Davydova, Elena Ovčinnikova, Svetlana Romašina, Anna Šorina, Anastasija Ermakova, Olga Larkina | Russia   | 99,333 |
|           | Saho Harada, Naoko Kawashima, Kanako Kitao, Hiromi Komayashi, Erika Komura, Takako Konishi, Ayako Matsumura, Emiko Suzuki, Masako Tachibana                                                                             | Giappone | 97,833 |
|           | Thais Henriquez, Raquel Corral, Andrea Fuentes, Tina Fuentes, Gemma Mengual, Gisela Morón, Irina Rodriguez, Paola Tirados, Christina Violan                                                                             | Spagna   | 97,167 |

## Pallanuoto
| Evento                  | Oro                 | Argento     | Bronzo |
| T. Maschile (Dettagli)  | Serbia e Montenegro | Ungheria    | Grecia |
| T. Femminile (Dettagli) | Ungheria            | Stati Uniti | Canada |